# Kerly Ruiz
Kerly Ruiz López (Caracas, 6 de octubre de 1985) es una presentadora, modelo, actriz venezolana conocida por haber sido la animadora de los programas Ají Picante de RCTV, La bomba de Televen y el magazine Portada's en Venevisión.

## Biografía
Kerly Ruiz nació en Caracas, vivió en Quinta Crespo y se graduó como Bachiller en Humanidades del Colegio Nuestra Señora de la Candelaria.
Estudió danza, música y modelaje y a los siete años, ingresó en el programa infantil Hay Que Oír a Los Niños; transmitido por RCTV y conducido por Nelson Bustamante. 
A los veinte años, representó a Venezuela en los concursos internacionales Miss Maja Internacional (celebrado en Cartagena, Colombia) y Miss Hawaiian Tropic de 2006 (en Las Vegas, Nevada), consiguiendo el título en este último de segunda finalista. Durante esa misma época, se trasladó a Los Ángeles, donde cursó estudios de inglés y también tuvo la oportunidad de ser imagen de Los Lakers, equipo de básquetbol profesional.
En 2005, se casó en Las Vegas con el cantante Francisco Daniel Bellomo Cedeño (1973); más conocido como Franco Bellomo y se divorciaron en 2010. El 14 de febrero de 2015, se casó en Miami con la celebridad de Internet José Irrael Gómez Avellaneda (1976). El 19 de julio de 2016, anunciaron que estaban esperando una hija y el 18 de enero de 2017, nació Gail Gabriela. El 13 de agosto de ese año, anunció su divorcio.

### Carrera artística
Inició teniendo participaciones especiales en telenovelas como: Negra Consentida, Trapos Íntimos, Juana La Virgen y Mi Gorda Bella. Aunque su carrera despegó cuando se convirtió en animadora de Ají Picante, donde era una sexy reportera; que se inmiscuía en las rumbas venezolanas.
En 2007, Televen la contrató; primero laborando como presentadora de Rompe Coco Turbo, después como ancla del segmento de farándula "Lo actual" en El noticiero y en 2008, pasó a ser animadora de La Bomba; programa con el que generó más de una controversia, logrando así la atención de Venezuela entera; hasta su salida al mismo en 2011.
En 2012, ingresa a Venevisión para participar en el segmento de farándula; bautizado como “Tácata” en el marco del magazine Portada's y, también, obtiene un papel secundario en la telenovela Mi ex me tiene ganas donde interpretó a Kristell Manzano, un personaje que termina siendo asesinado por el asesino de la novela y, además, Ruiz hizo cameos como ella misma en la telenovela Natalia del Mar.
Luego de ser animadora del segmento "Tácata", en 2013; pasó a ser presentadora oficial en el programa Portada's y al mismo tiempo, es la encargada en conducir las transmisiones de eventos como el Miss Mundo, Premios Juventud, Premios Grammy y Premios Lo Nuestro para ese canal.
También es la presentadora de la Presentación Oficial a la Prensa de las candidatas al Miss Venezuela desde la edición de 2013, para el Miss Venezuela Mundo desde 2014, y Mister Venezuela desde 2014.
Es de hacer notar que, a la par de su trabajo en el programa matutino Portada's, Kerly Ruiz también interpretaba allí el personaje de la "Suma Tramoyera" para la sección "El Calabozo" en donde, junto a Senilda (Mariela Celis) y varios periodistas de farándula, hablaban de los escándalos más sonados del momento.
En febrero de 2018, renunció a Venevisión para mudarse a Estados Unidos; tras aceptar una oferta laboral que le hizo el canal digital FeedLatino, con sede en Miami; para conducir el programa Simplemente Kerly  pero poco después, comenzó a trabajar en el canal El Venezolano TV; donde actualmente labora como presentadora del programa de espectáculos Chic Al Día. En 2021, es contratada por Telemundo como nueva presentadora.

## Filmografía

### Telenovelas
| Año  | Nombre               | Rol             | Cadena     |
| ---- | -------------------- | --------------- | ---------- |
| 2012 | Natalia del mar      | Ella misma      | Venevisión |
| 2012 | Mi ex me tiene ganas | Kristel Manzano | Venevisión |

### Programas De TV
| Año           | Programa/Evento                                                      | Rol          | Cadena             |
| ------------- | -------------------------------------------------------------------- | ------------ | ------------------ |
| 2005          | Ají Dulce                                                            | Reportera    | RCTV               |
| 2007          | Rompe Coco Turbo                                                     | Presentadora | Televen            |
| 2007          | El Noticiero: Lo Actual                                              | Presentadora | Televen            |
| 2008–2011     | La bomba                                                             | Presentadora | Televen            |
| 2012–2018     | Portada's                                                            | Presentadora | Venevisión         |
| 2013–2017     | Presentación Oficial a la Prensa de las candidatas al Miss Venezuela | Presentadora | Venevisión         |
| 2014–2017     | Miss Venezuela Mundo                                                 | Presentadora | Venevisión         |
| 2014–2017     | Mister Venezuela                                                     | Presentadora | Venevisión         |
| 2018          | Simplemente Kerly                                                    | Presentadora | Feed Latino        |
| 2018–2021     | Chic al día                                                          | Presentadora | EVTV               |
| 2021-2022     | Noticiero Telemundo                                                  | Presentadora | Telemundo          |
| 2022–presente | ¡Siéntese quien pueda!                                               | Presentadora | Unimas - Univision |